# Cantó de Sent German las Belas
El cantó de Sent German las Belas és un cantó francès del departament de l'Alta Viena, situat al districte de Llemotges. Té 8 municipis i el cap és Sent German las Belas.

## Municipis
- Chasteu Chervic
- Glanjas
- Manhac
- Meusac
- La Porcharia
- Sent German las Belas
- Sent Vit
- Vic

## Història
| Data d'elecció                           | Identitat       | Partit        | Qualitat |
| ---------------------------------------- | --------------- | ------------- | -------- |
| 1956-1985                                | Jean Lacorre    | Divers droite |          |
| 1985-                                    | Marc Ditlecadet | Divers gauche |          |
| les dades anteriors no són pas conegudes |                 |               |          |
|                                          |                 |               |          |

## Demografia
| 1962  | 1968  | 1975  | 1982  | 1990  | 1999  | 2006  |
| ----- | ----- | ----- | ----- | ----- | ----- | ----- |
| 7.279 | 7.921 | 7.206 | 6.406 | 5.878 | 5.733 | 6.227 |